# Kasiski-examinatie
Kasiski-examinatie is een cryptoanalytische methode die wordt gebruikt om polyalfabetische substitutieversleutelingen, zoals het Vigenèrecijfer of het Beaufortcijfer, aan te vallen. Hoewel de methode vernoemd is naar Friedrich Kasiski, die er in 1863 over publiceerde, is het onafhankelijk van genoemde tevens door Charles Babbage ontwikkeld.
Voor de publicatie werden polyalfabetische versleutelingen veelal als onbreekbaar beschouwd.
Door Kasiski-examinatie kan de cryptoanalist de lengte van de bij het versleutelen gebruikte sleutel afleiden door te zoeken naar bepaalde zich herhalende patronen binnen de versleutelde tekst. Na het achterhalen van de sleutellengte kan de versleutelde tekst in homogene groepen worden verdeeld die dan afzonderlijk aan frequentieanalyse onderworpen kunnen worden.